# Jenny Berggren
Jenny Cecilia Berggren (* 19. května 1972 Göteborg) je švédská zpěvačka a členka popové skupiny Ace of Base, která často bývá srovnávána s legendární skupinou ABBA.